# Памятник Николаю Жуковскому (Москва)
Па́мятник Никола́ю Жуко́вскому — памятник основоположнику гидро- и аэродинамики Николаю Жуковскому. Установлен перед Петровским путевым дворцом, в котором раньше размещалась Военно-воздушная инженерная академия его имени. Открытие состоялось в 1959 году. Авторами проекта являлись скульптор Георгий Нерода и архитектор Исидор Француз.
Монумент выполнен из розового гранита и представляет собой бюст учёного на постаменте с надписью: «Николай Егорович Жуковский 1847—1921».

## История
Георгий Нерода начал работу над памятником в 1958 году. Для реализации своей задумки скульптор изучал материалы, документы и фотографии, связанные с жизнью и деятельностью Николая Жуковского. Ученики учёного Гурген Мусинянц и Григорий Сабинин оказали большую помощь художнику на подготовительном этапе работы, предоставив редкие снимки академика и уникальную информацию.
|  | Мне хотелось передать не только портретное сходство, но и огромный талант, постоянные искания великого русского ученого, его взгляд в будущее, уверенность в техническом прогрессе нашей Родины.Из воспоминаний Георгия Нерода |

Торжественное открытие монумента состоялось 21 ноября 1959 года. С 2004-го памятник является объектом культурного наследия России регионального значения.
Парным с бюстом Жуковского является бюст Константина Циолковского, стоящий с ним рядом.

## Другие памятники Жуковскому в Москве

Памятник Николаю Жуковскому на улице Радио, 2017 год

Бюст Николаю Жуковскому на Аллее учёных у МГУ, 2017 год

### Улица Верхняя Масловка
Объект культурного наследия народов РФ регионального значения. Рег. № 771410984750005 (ЕГРОКН). Объект № 7733939000 (БД Викигида)

Закладка первого памятника Н. Е. Жуковскому состоялась 26 ноября 1927 года и была приурочена к 5-летию Военно-воздушной академии. Открытие памятника состоялось в 1933 году у Петровского путевого дворца. Автором проекта являлся скульптор Николай Андреев. Вероятно, с 1959-го возле дворца находилось два монумента Николаю Жуковскому: работы Андреева и работы Нероды — пока в 1974 году первый не переместили к дому 17 на улице Верхняя Масловка, к одному из корпусов Высшей военно-инженерной академии имени Жуковского. С 1960-го монумент взяли под государственную охрану.

### Улица Радио
Памятник установлен у главного входа в мемориальный музей имени Жуковского, который расположен на улице Радио, дом 17. Открытие состоялось, по одним источникам, в 1953 году, по другим — в 1958-м. Авторами проекта являлись скульптор Георгий Нерода и архитектор Исидор Француз.
Статуя представляет собой бронзовый бюст учёного и помещена на гранитный постамент с надписью: «Человек полетит, опираясь не на силу своих мускулов, а на силу своего разума. Н. Жуковский».

### Аллея учёных
Один из памятников-бюстов мемориально-паркового ансамбля, расположенного напротив входа в главное здание Московского государственного университета со стороны Воробьёвых гор. Установлен в 1953 году. Автором проекта являлся Матвей Манизер.